# Термохімічне виробництво водню
Термохімічне виробництво водню — це сукупність процесів, які використовують тепло і хімічні реакції для перетворення матеріалів, таких як відходи та біомаса, на газоподібний водень. Ці процеси включають газифікацію, піроліз та гідротермальні процеси, і є сталою та відновлюваною альтернативою традиційним методам виробництва водню з викопних видів палива.
Термохімічне виробництво водню з відходів та біомаси — це нова технологія, яка може виробляти водень — основне хімічне паливо для декарбонізованого майбутнього — і водночас вирішувати проблеми управління відходами. На відміну від найпоширеніших, станом на початок 2020-х, методів, які покладаються на виробництво водню з викопного палива, термохімічні процеси перетворюють відходи та біомасу на водень за допомогою теплових і хімічних реакцій, пропонуючи відновлювану і потенційно вуглецево-нейтральну або навіть вуглецево-негативну альтернативу. Цей метод не лише допомагає зменшити викиди парникових газів, але й робить внесок у циркулярну економіку, перетворюючи відходи на цінну енергію.

## Сировина

### Відходи

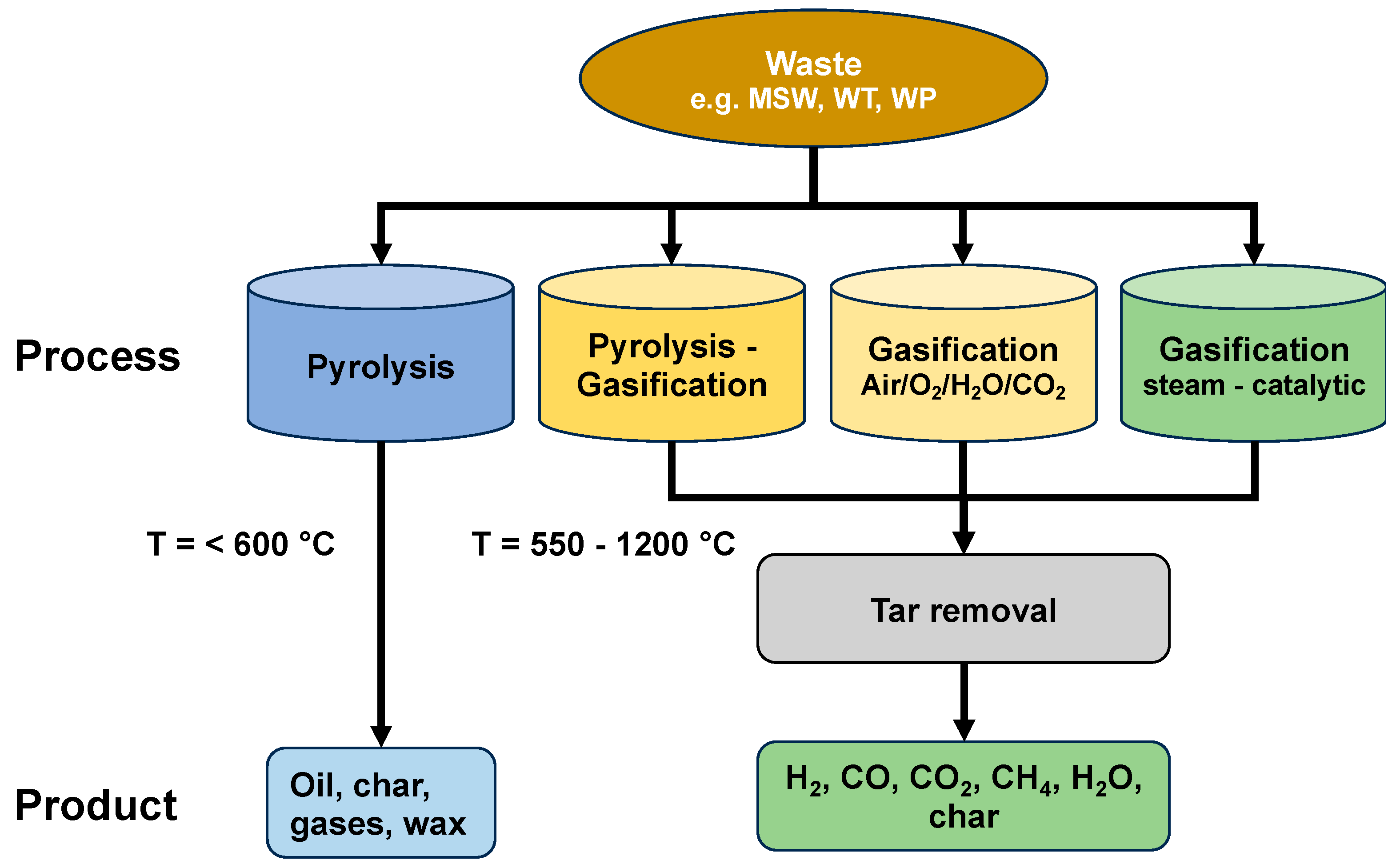
Схема термохімічної переробки твердих побутових відходів (MSW), відпрацьованих шин (WTs) і відходів пластику (WPs).

- Тверді побутові відходи[1][7]
- Пластикові відходи[8][9][10]
- Відпрацьовані автошини[1]
- Харчові відходи[11]

### Біомаса

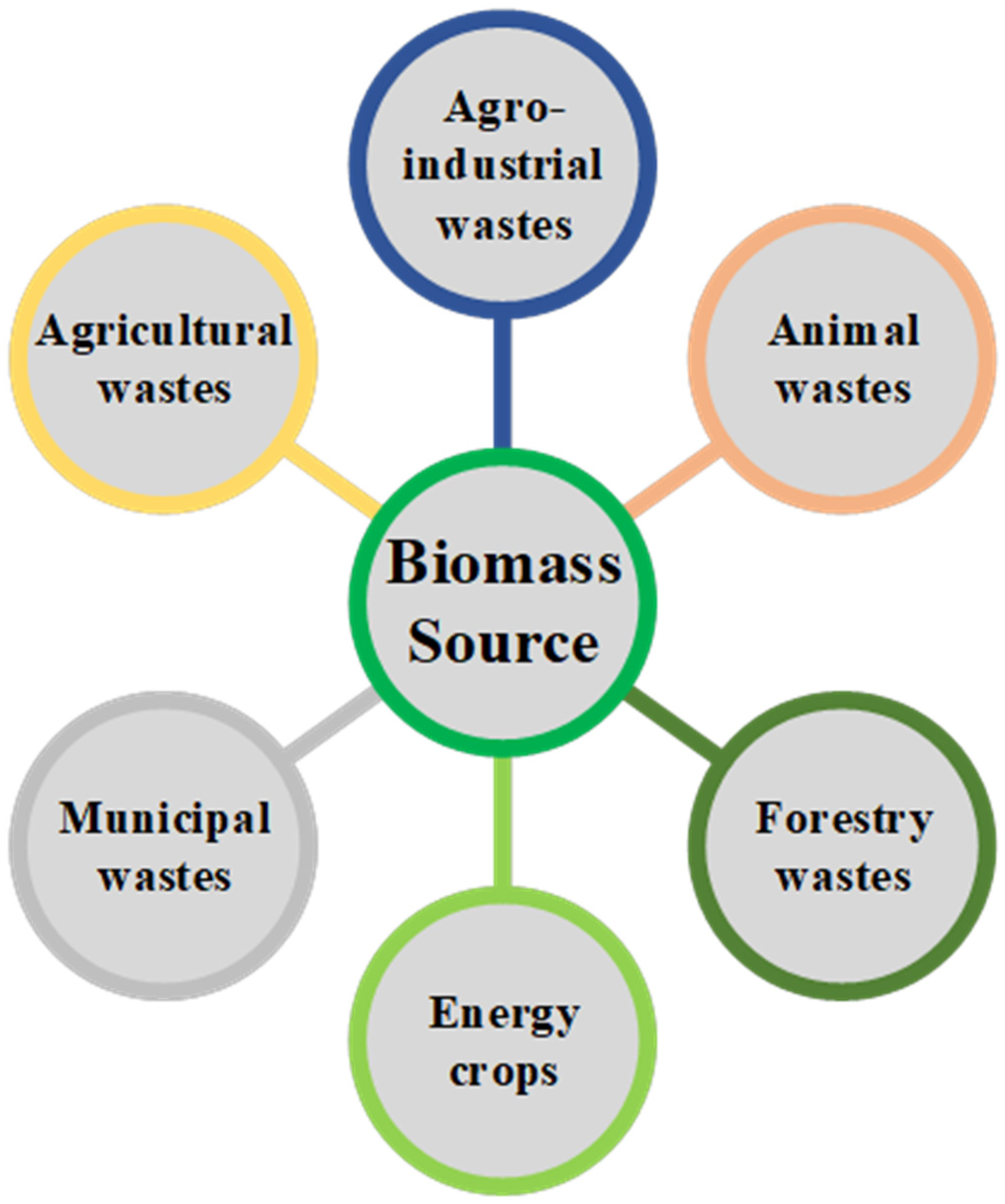
Типи біомаси з потенціалом для використання у виробництві відновлюваного водню.

Водень, вироблений з біомаси називається «біоводень», і може бути вироблений з різноманітних органічних речовини рослинного походження:
- Сільськогосподарські відходи
- Відходи деревини
- Відходи харчової промисловості
- Енергетичні культури
- Зелені водорості[13].

## Термохімічні процеси
Термохімічні процеси відіграють ключову роль у перетворенні відходів та біомаси на водень, використовуючи тепло та хімічні реакції для розщеплення складних матеріалів на простіші гази, такі як водень (H2), монооксид вуглецю (CO) та діоксид вуглецю (CO2). Ці процеси є універсальними і дозволяють використовувати широкий спектр сировини, від органічної біомаси до неорганічних матеріалів, таких як пластмаси, автошини та змішані побутові відходи. Вибравши відповідний термохімічний метод, можна максимізувати вихід водню при мінімізації викидів і впливу на довкілля.

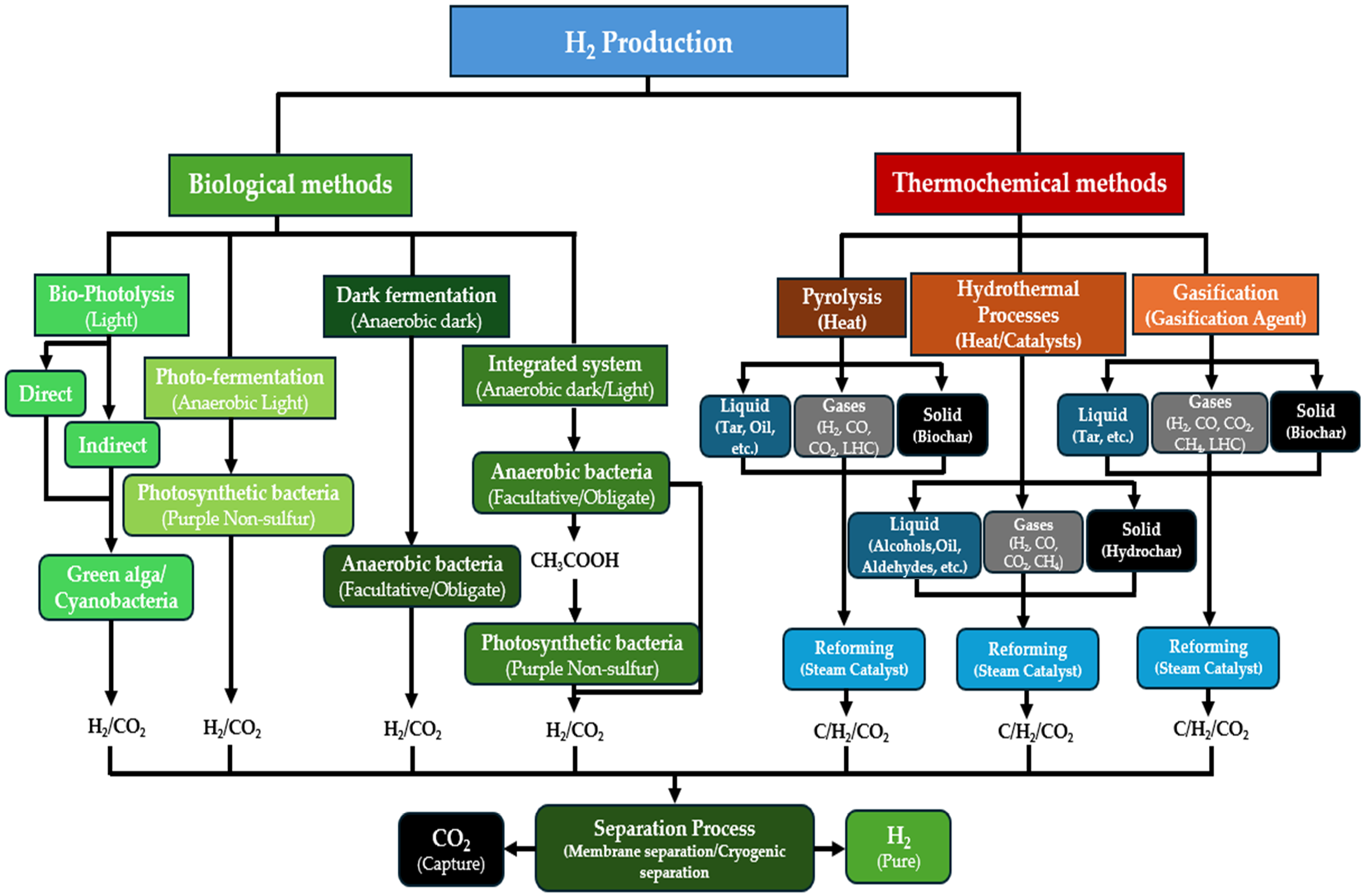
Принципова схема технологічних шляхів перетворення біомаси на біоводень: біотехнологічні методи та термохімічні методи.

Основні термохімічні процеси, що використовуються для виробництва водню з відходів та біомаси, включають газифікацію, піроліз та гідротермальні процеси. Кожен з цих процесів відбувається за різних умов, використовуючи певні температури, тиск і конструкції реакторів для оптимізації перетворення сировини у водень.

### Газифікація

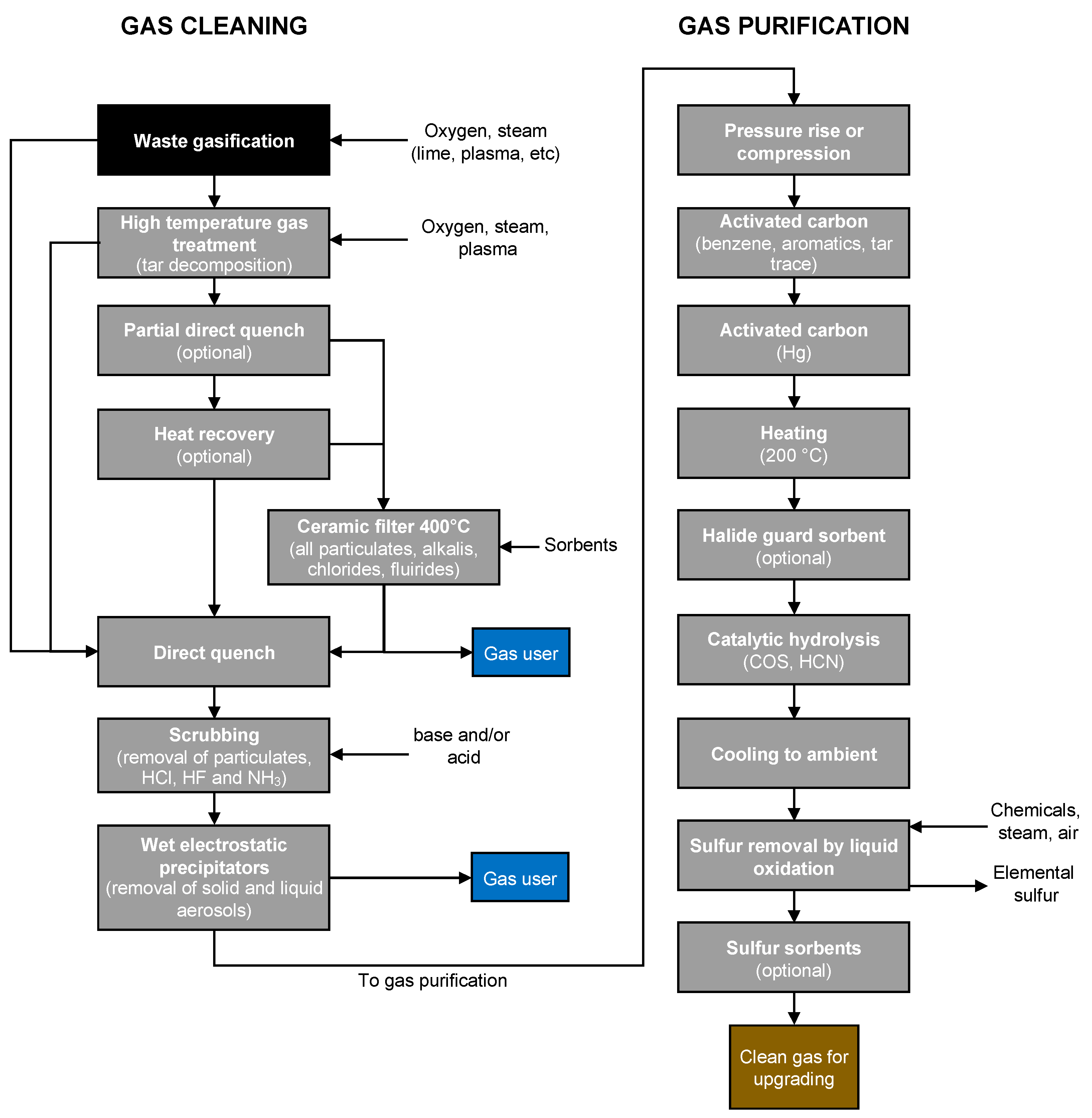
Схема газифікації відходів.

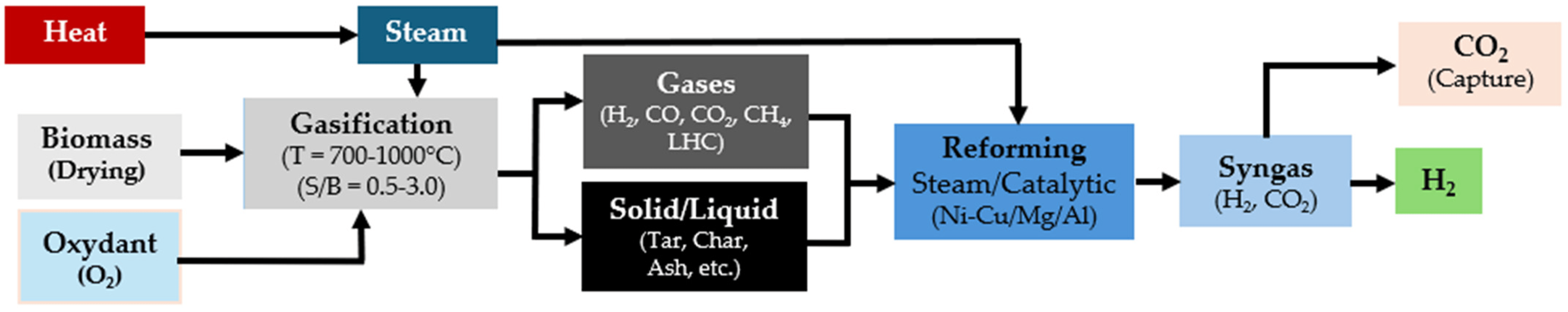
Схема газифікації біомаси.

Газифікація є одним з найбільш широко використовуваних методів термохімічного перетворення відходів та біомаси у водень. У цьому процесі сировина частково окислюється при високих температурах (від 700 °C до 1500 °C) в середовищі з обмеженим доступом кисню, утворюючи суміш газів, відому як синтез-газ (суміш водню, монооксиду вуглецю та інших газів).
Газифікатор служить основним компонентом установки газифікації, де біомаса та газифікуючий агент (наприклад, повітря, пара або CO2) змішуються при дуже високих температурах, часто в присутності каталізаторів та добавок, що призводить до виробництво синтез-газу. Конструкція газифікатора залежить від таких факторів, як доступність палива, форма, розмір, вміст вологи та зольності вихідної сировини, а також передбачуване застосування синтез-газу.
Газифікація є дуже гнучким процесом і може переробляти широкий спектр сировини, включаючи біомасу, пластмаси та несортовані тверді побутові відходи.
Попередня обробка перед процесом газифікації проводиться для покращення фізико-хімічних властивостей і структурних характеристик сировини, що додатково сприяє збільшенню об’ємної та енергетичної .щільності, підвищенню ефективності термічного перетворення та покращенню якості продуктів. Методи попередньої обробки включають механічну, біологічну, хімічну та термічну попередню обробки.
Додавання каталізаторів до газифікації може прискорити процес і мінімізувати утворення коксу. Каталізатори знижують необхідну енергію активації для реакцій газифікації, зменшують як температуру, так і час процесу, та оптимізують хімічні реакції.

### Піроліз

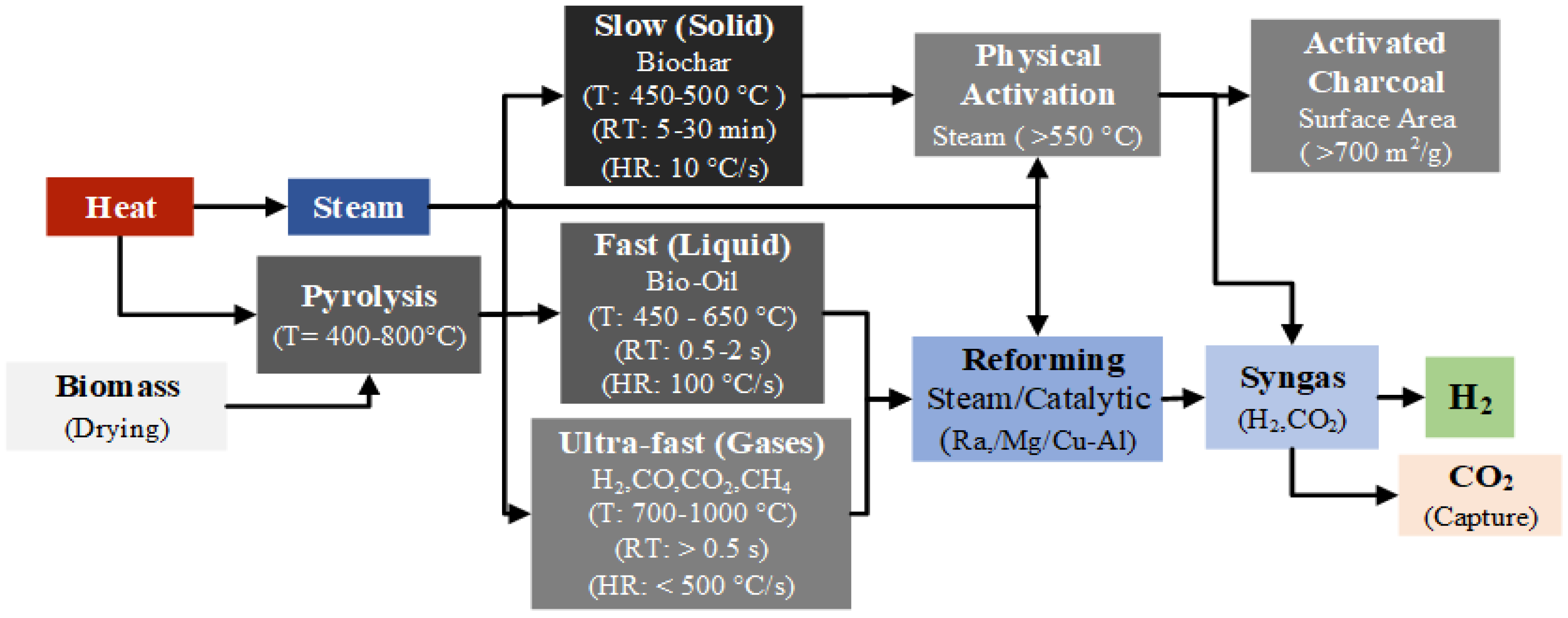
Схема піролізу біомаси для виробництва біоводню та біовугілля.

Піроліз — це термохімічний процес, який відбувається за відсутності кисню при низьких температурах (зазвичай від 400 °C до 800 °C), розщеплюючи складні матеріали на піролізне масло, вугілля та синтез-газ. Синтез-газ містить водень, який можна видобувати та очищати для використання. Хоча піроліз часто використовують для виробництва піролізного масла (яке очищується до біопалива) та біовугілля, його також можна оптимізувати для виробництва водню шляхом регулювання параметрів процесу. Піроліз особливо добре підходить для такої сировини, як біомаса та пластмаси, а нижча робоча температура робить його більш енергоефективним, ніж газифікація.
Хоча газифікація пластику є, станом на початок 2020-х, найпопулярнішою технологією виробництва водню з пластикових відходів в промислових масштабах, піроліз пластикових відходів, та його модифікації (такі як піроліз-паровий риформінг, піроліз-CO2 сухий риформінг, піроліз-плазмова каталітична обробка), можуть запропонувати збільшене виробництво водню, порівняно з газифікацією.

### Гідротермальні процеси

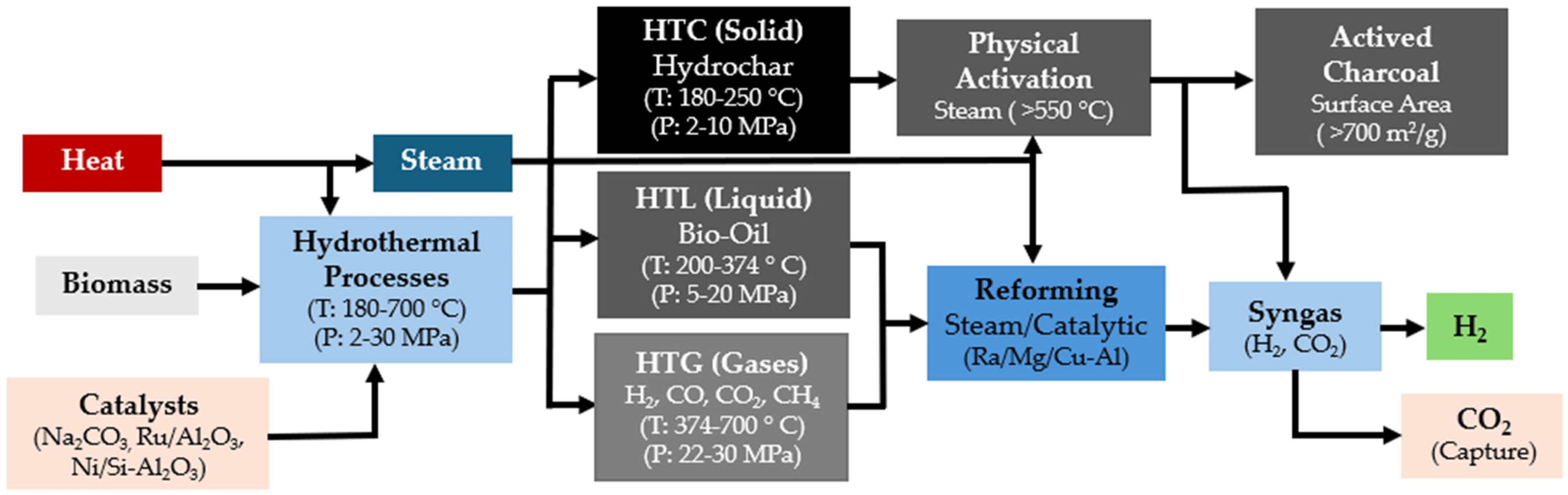
Схема гідротермальних процесів для виробництва біоводню з біомаси: гідротермальна карбонізація (HTC), гідротермальне зрідження (HTL) і гідротермальна газифікація (HTG).

Гідротермальні процеси — це термохімічні методи, які працюють при високих температурах і тисках, які перевищують тиск насиченої пари, що сприяє протіканню різних реакцій шляхом зміни властивостей води, таких як густина та іонний склад. Ці процеси поділяються на 3 основні типи:
- гідротермальна карбонізація,
- гідротермальне зрідження,
- гідротермальна газифікація.

#### Гідротермальна карбонізація
Гідротермальна карбонізація виробляє гідровугілля (гідрочар), тверде паливо, яке можна переробляти для отримання водню.

#### Гідротермальне зрідження
Гідротермальне зрідження (також, різновид зрідження) — це процес, який перетворює біомасу або відходи на рідке паливо під високим тиском і за помірної температури (від 200 °C до 400 °C), часто в присутності розчинника. Хоча зазвичай його використовують для виробництва біопалива, зрідження також може бути адаптоване для виробництва водню. Гідротермальне зрідження, в першу чергу, виробляє біомасло (біонафту), накшталт піролізного масла, яке може піддаватися подальшому риформінгу для отримання водню. Гідротермальне зрідження пропонує переваги для вологої біомаси або сировини, яку важко газифікувати, оскільки воно працює в умовах, які мінімізують втрати енергії під час перетворення.
Також, гідротермальне зрідження використовується для одночасного перетворення пластикових відходів разом з біомасою, що дозволяє синергічно збільшити вихід біопалива, включно з воднем.
Окрім того, інтеграція гідротермального зрідження з очищенням стічних вод може зменшити викиди та виробничі витрати, що робить його перспективним варіантом для виробництва водню в поєднанні з передовим дизайном та оптимізацією системи.

#### Гідротермальна газифікація
Гідротермальна газифікація (або газифікація надкритичною водою) безпосередньо перетворює біомасу на водень та інші гази, використовуючи надкритичну воду як розчинник і реагент. Гідротермальна газифікація досягає високого виходу водню (≥50 %) з мінімальною кількістю побічних продуктів, що робить його перспективним підходом для максимізації виробництва водню з біомаси з високим вмістом вологи при одночасному зниженні загального споживання енергії.

## Очищення синтез-газу та відділення водню

### Реакція зсуву фаз вода-газ
Реакція зсуву фаз вода-газ є важливим етапом у збільшенні виробництва водню після того, як в результаті газифікації або інших термохімічних процесів утворюється синтез-газ — суміш, що складається переважно з водню (H2), монооксиду вуглецю (CO) та діоксиду вуглецю (CO2). У цій реакції монооксид вуглецю (CO) реагує з водяною парою (H2O), утворюючи додатковий водень і вуглекислий газ.
Ця екзотермічна реакція зазвичай відбувається у два етапи з використанням різних каталізаторів при різних температурах для оптимізації виходу водню:
1. Реакція високотемпературного зсуву (HTS) (300–450°C) використовує каталізатори на основі заліза для перетворення значної частини CO у водень.
2. Реакція низькотемпературного зсуву (LTS) (200–250°C) використовує каталізатори на основі міді для подальшого зниження вмісту CO при одночасній максимізації виробництва водню.

Після цього етапу синтез-газ, як правило, містить високу частку водню, який потім можна очистити та відокремити.

### Очищення синтез-газу
Після реакції зсуву фаз вода-газ синтез-газ містить цінний водень, а також різні домішки, такі як сполуки сірки, смоли, тверді частинки і сліди інших газів, таких як азот (N2) і метан (CH4). Ці забруднювачі необхідно видаляти, щоб запобігти пошкодженню подальшого обладнання і відповідати стандартам чистоти, необхідним для застосування водню, наприклад, у паливних елементах.
Очищення синтез-газу, зазвичай, включає кілька етапів, залежно від сировини та термохімічного процесу, що використовується:
- Видалення твердих частинок: циклони, фільтри або скрубери видаляють тверді частинки і золу з синтез-газу.[17]
- Видалення сполук сірки: сполуки сірки (наприклад, H2S,[30] COS) видаляються за допомогою процесів десульфуризації. Існує три основні методи: вологий, напівсухий і сухий. При вологому методі використовують сорбенти, такі як вода, алканоламіни та інші, які дозволяють досягти більш ніж 90 % видалення сірки, перетворюючи сірку в сірчану кислоту з вилученням до 99 %. Однак для наднизьких рівнів сірки (<0,1 мг/нм³) вологі методи можуть потребувати допомоги від напівсухого методу. При напівсухому методі змішують сполуки на основі кальцію з водою для видалення SOx, що ідеально підходить для досягнення низьких рівнів сірки. Сухі методи десульфурації зазвичай включають тверді сорбенти, такі як оксид цинку (ZnO),[31] для уловлювання H2S. Хоча сухі методи прості та ефективні для помірних концентрацій сірки, вони менш ефективні, ніж мокрі або напівсухі методи. Окрім того, каталітичний гідроліз перетворює COS на H2S, що полегшує видалення. Комбінування методів може оптимізувати видалення сірки в сучасних системах.[17]
- Видалення смол: смоли і важкі вуглеводні видаляються за допомогою механічного/фізичного відділення, хімічного крекінгу, чи термічного й каталітичного крекінгу.[32]

Ефективне очищення синтез-газу гарантує, що багатий на водень газ буде готовий до наступного етапу — відділення водню. Це також допомагає зменшити викиди та покращити загальні екологічні показники процесу.

### Відділення водню
Після очищення синтез-газу водень необхідно відокремити від інших газів (CO2, CO, N2, CH4 і водяної пари), щоб досягти бажаної чистоти для кінцевого використання. Існує кілька методів відокремлення водню, кожен з яких має певні переваги залежно від масштабу виробництва та вимог до чистоти:
- Адсорбція при змінному тиску (PSA) — це один з найпоширеніших методів очищення водню. Він працює шляхом адсорбції домішок, таких як CO2, CO і N2, на твердому адсорбенті під високим тиском. Коли тиск знижується, адсорбовані гази вивільняються, залишаючи після себе водень високої чистоти (до 99,999 %[33][34]). PSA широко використовується у промисловому виробництві водню завдяки своїй ефективності та масштабованості.[35]
- Мембранне розділення — передбачає використання селективних мембран, які пропускають молекули водню, блокуючи інші гази. Мембранні технології, такі як полімерні, металеві або керамічні мембрани, стають все більш популярними завдяки своїй енергоефективності та простоті. Вони дозволяють досягти високої чистоти водню і можуть використовуватись в малих масштабах або інтегруватисьв розподілені системи виробництва водню.[36][37]
- Кріогенна дистиляція — відокремлює водень від інших газів шляхом охолодження суміші синтез-газу до дуже низьких температур, в результаті чого різні компоненти зріджуються в різних точках. Водень залишається газом при температурах, при яких інші гази, такі як CO2 і CH4, зріджуються. Хоча кріогенна дистиляція дозволяє досягти дуже високої чистоти водню, вона є енергоємною і використовується рідко.[37] Також, вона може поєднуватись з  мембранним розділенням задля збільшення ефективності.[38]
- Електрохімічне розділення — новітній метод використовує електрохімічні елементи для розділення водню на основі його здатності проходити через протонопровідну мембрану. Хоча електрохімічне розділення все ще перебуває на стадії розробки, воно є перспективним для ефективного виробництва водню у малих масштабах.[39][40]

### Стиснення водню
Після очищення водень зазвичай стискають до високого тиску (до 700 бар) для зберігання або транспортування. Стиснення водню є ключовим етапом у забезпеченні можливості зберігання газу в менших обсягах або його транспортування трубопроводами, балонами чи іншими засобами до місць кінцевого використання. Стиснення водню робить його придатним для широкого спектру застосувань, включаючи зберігання енергії, промислові процеси та транспортне паливо.

## Інтеграція з біотехнологічним методом
Інтеграція процесів термохімічного та біотехнологічного перетворення сприяє покращенню ефективності використання сировини та виробництва водню.

## Економіка
Вартість виробництва водню термохімічними методами коливається в залежності від сировини та технології. Наприклад, вартість виробництво водню з біомаси термохімічними методами є дешевшою ніж виробництво водню з біомаси біотехнологічними методами, і наближається до вартості найдешевшого методу виробництва водню — парового риформінгу метану; і навіть разом з інтеграцією технологій уловлення вуглецю є, в середньому, меншою за вартість виробництва «зеленого» водню електролізом води.